# Westamerikanische Rötelmaus

Verbreitungsgebiet

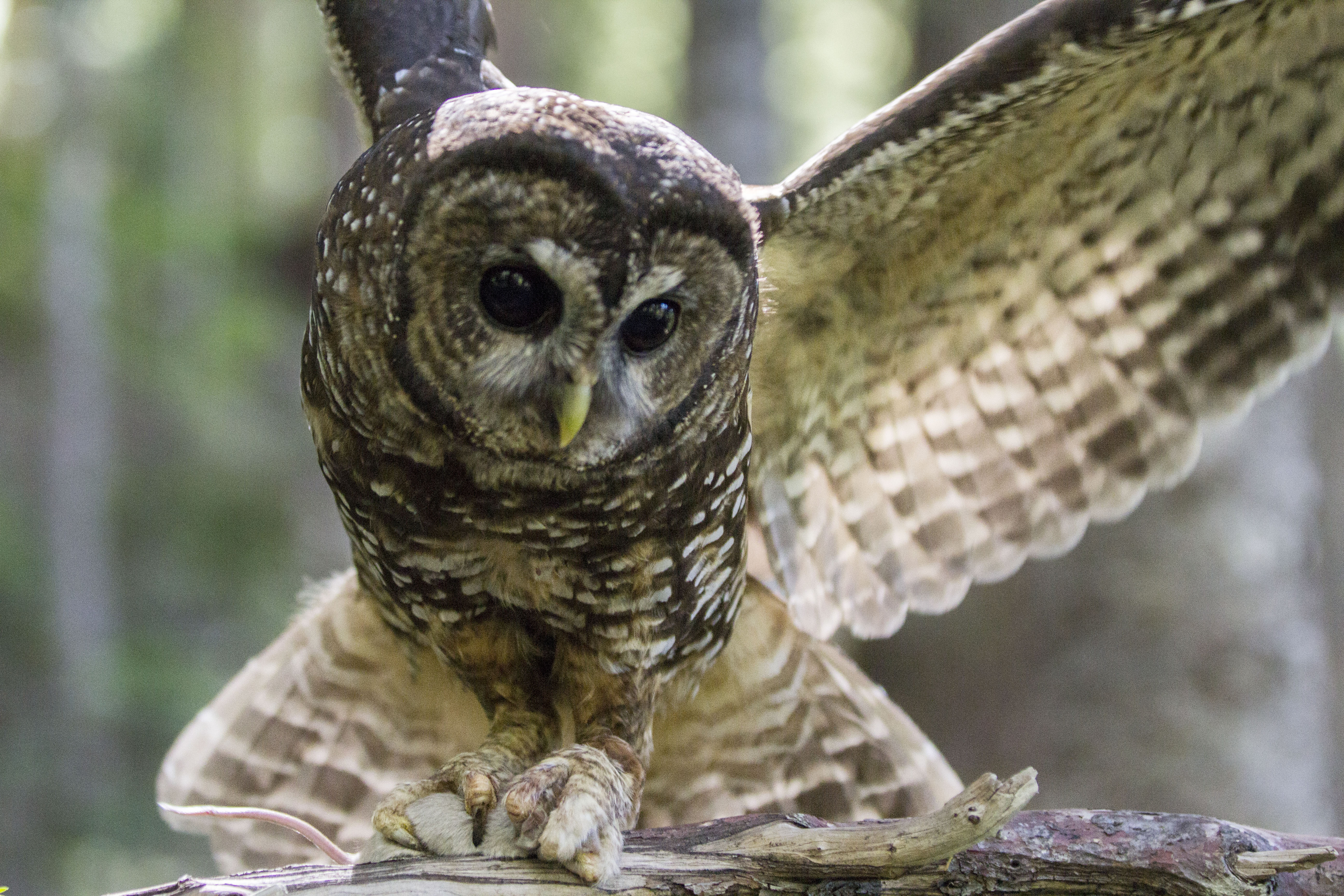
Der Fleckenkauz ist ein bedeutender Fressfeind.

Die Westamerikanische Rötelmaus (Myodes californicus) ist ein in Nordamerika lebendes Nagetier (Rodentia) innerhalb der Gattung der Rötelmäuse (Myodes). In der Literatur ist die Art zuweilen als Clethrionomys californicus zu finden. Der Artname bezieht sich auf den amerikanischen Bundesstaat Kalifornien, aus dem das Exemplar der Erstbeschreibung stammt.

## Merkmale
Die Westamerikanische Rötelmaus ist eine kleine Wühlmaus mit dunkelgrauer Behaarung auf der Oberseite, einer hellgrauer Unterseite sowie einem kastanienbraunen Rückenstreifen, der bei jüngeren Individuen nur schwach ausgeprägt ist. Das Fell ist im Sommer kurz und grob, im Winter lang und weich. Der Schwanz ist zweifarbig, mit schwärzlicher Ober- und weißlicher Unterseite. Messungen ergaben eine Gesamtlänge der Tiere zwischen 121 und 165 Millimetern, wobei eine Schwanzlänge zwischen 34 und 56 Millimetern festgestellt wurde. Das Gewicht variiert zwischen 15 und 40 Gramm. Das Gebiss ist durch relativ breite und schwere Backenzähne gekennzeichnet. Die Zahnformel lautet I1/1-C0/0-P0/0-M3/3, insgesamt 16.

## Ähnliche Arten
Ähnliche Tiere aus der Gattung der Rötelmäuse (Myodes) unterscheiden sich durch eine andersartige Ausgestaltung der Zähne.

## Verbreitung, Lebensraum und Gefährdung
Westamerikanische Rötelmäuse kommen entlang der Pazifikküste von Oregon durch Nordkalifornien bis zur Bucht von San Francisco verbreitet vor. Sie leben bevorzugt in dunklen und dichten Nadelwäldern mit wenig Unterholz, in denen Pilze, ihre Hauptnahrung, gut gedeihen. Die Art wird von der Weltnaturschutzorganisation IUCN als „Least Concern = nicht gefährdet“ klassifiziert.

## Lebensweise
Die Westamerikanische Rötelmaus ist überwiegend nachtaktiv. Sie lebt in Höhlen, die bevorzugt im Waldboden unter alten umgestürzten Baumstämmen angelegt werden und die mit einem Tunnelsystem sowie einer zentralen Nisthöhle ausgestattet sind.
Westamerikanische Rötelmäuse ernähren sich überwiegend von Pilzen und Flechten. Untersuchungen ergaben, dass Trüffel (hypogeous fungi) zeitweise 95 % der verzehrten Nahrung ausmachten. In Oregon bestand die Ernährung der Westamerikanischen Rötelmäuse größtenteils aus Sporokarp. Die Nahrung variierte von Monat zu Monat nicht signifikant. Dies ist insofern bemerkenswert, als frische Pilze zeitweise nicht verfügbar sind. Es kann deshalb davon ausgegangen werden, dass die Mäuse Vorratsdepots anlegen. Als Nahrungsergänzung werden auch Nadelbaumsamen sowie gelegentlich Insektenlarven gefressen. Individuen, die in höheren bergigen Lagen leben, sind zuweilen starken Klimaveränderungen ausgesetzt. Deshalb ist ihre Ernährung variabler als die der im Flachland lebenden Tiere. Die Pilzfruchtsaison in den Bergen ist kurz, daher ist die Verwendung von Flechten als Nahrung in höheren Lagen häufiger als in niedrigeren Lagen.
Die Brutzeit erstreckt sich im Norden von Oregon von Februar bis November, in anderen Gebieten über das gesamte Jahr. Ein Weibchen wirft zwei bis sieben Junge, im Durchschnitt 2,86 Jungtiere, die nach einer durchschnittlichen Tragzeit von 18 Tagen geboren werden.
Die Westamerikanische Rötelmaus hat eine Vielzahl von Fressfeinden. Dazu zählen in erster Linie: Marder (Mustelidae), Skunks (Mephitidae) sowie der Fleckenkauz (Strix occidentalis).